# Дипельта
Дипельта (лат. Dipelta) — род цветковых кустарников, растущих в Китае. Входит в семейство Жимолостные (Caprifoliaceae).

## Описание
Декоративноцветущий листопадный кустарник до 2 м высотой.
Листья супротивные цельные или зубчатые, без прилистников.
Цветёт летом душистыми белыми или розовыми цветками. Цветки в малоцветковых кистях, чашелистики линейные или удлинённо-ланцетные.
Плод — коробочка.

## Виды
Род включает 4 вида.
- Dipelta elegans Batalin
- Dipelta floribunda Maxim. typus[1] — Дипельта обильноцветущая
- Dipelta wenxianensis Yi F.Wang & Y.S.Lian
- Dipelta yunnanesis Franch.

Исключенные виды:
- Dipelta ventricosa Hemsl. синоним вида Dipelta yunnanesis[4]

## Разведение
В садах выращивают дипельту обильноцветущую (Dipelta floribunda). Растение предпочитает влажные глинистые или известковые почвы. Размножается черенками, высаживаемыми в защищённое место осенью.

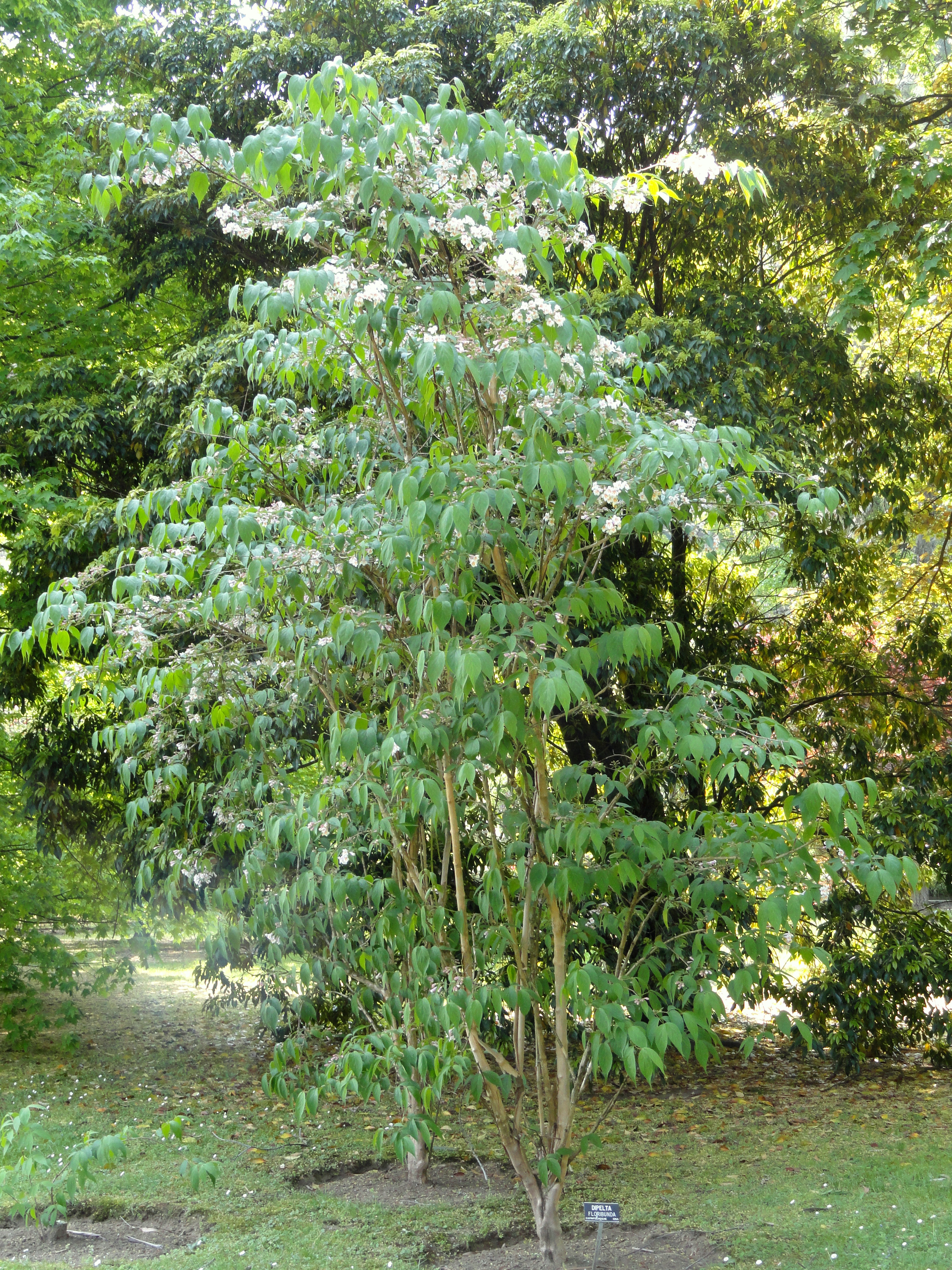
Дипельта обильноцветущая (Dipelta floribunda)
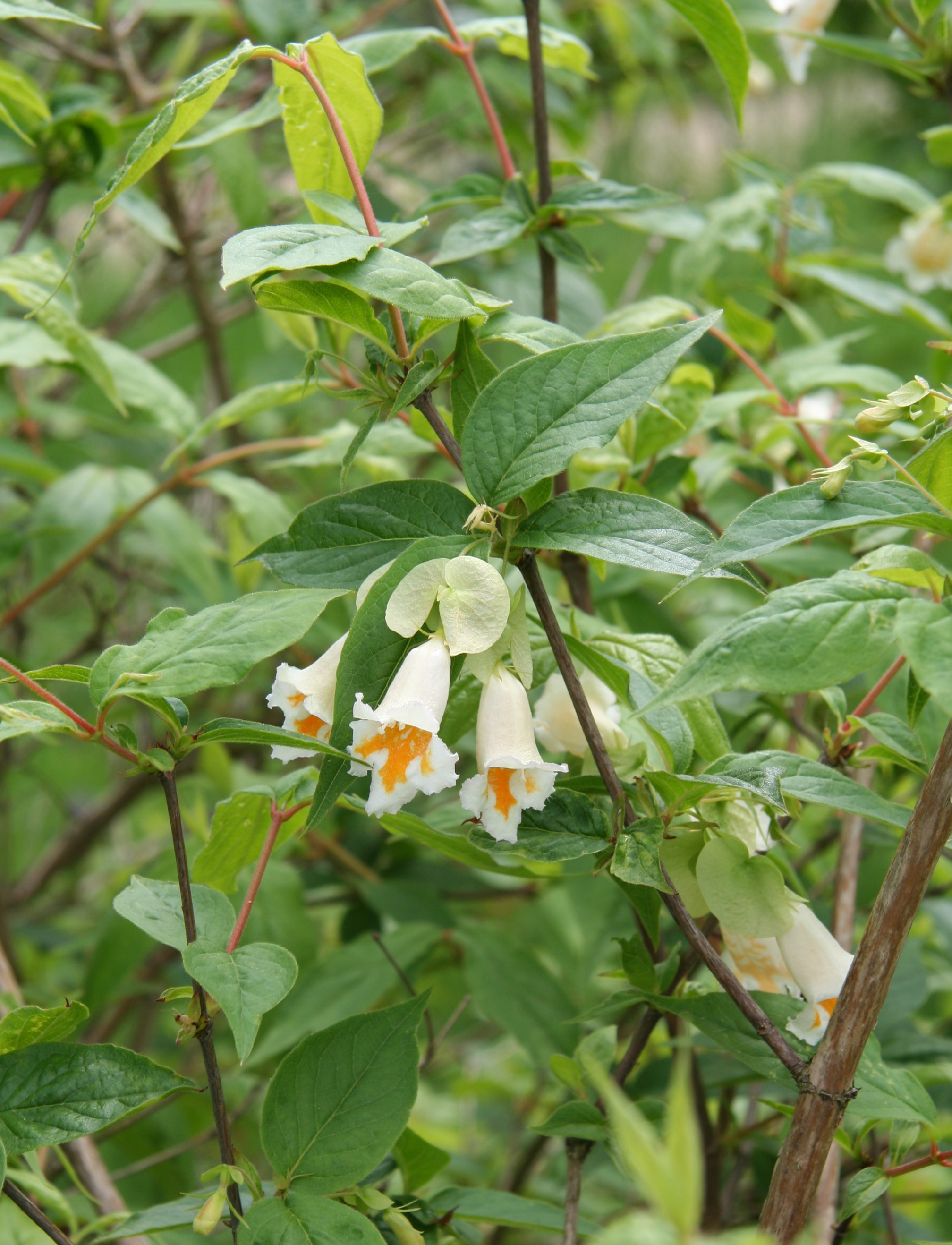
Dipelta yunnanesis